# Grier City
Grier City es un lugar designado por el censo ubicado en el condado de Schuylkill en el estado estadounidense de Pensilvania. En el año 2010 tenía una población de 241 habitantes.

## Geografía
Grier City se encuentra ubicado en las coordenadas 40°49′36″N 76°3′22″O / 40.82667, -76.05611.. Según la Oficina del Censo de los Estados Unidos, Grier City tiene una superficie total de 0,35 mi² (0,9 km²), de la cual 0,35 mi² (0,9 km²) corresponden a tierra firme y 0 mi² (0 km²) es agua.